# Ями (Вижницький район)
Я́ми — село в Усть-Путильській сільській громаді Вижницького району Чернівецької області України.

## Населення

### Мова
Розподіл населення за рідною мовою за даними перепису 2001 року:
| Мова       | Кількість | Відсоток |
| ---------- | --------- | -------- |
| українська | 209       | 99.52%   |
| румунська  | 1         | 0.48%    |
| Усього     | 210       | 100%     |